# Muzeum Harcerstwa w Warszawie

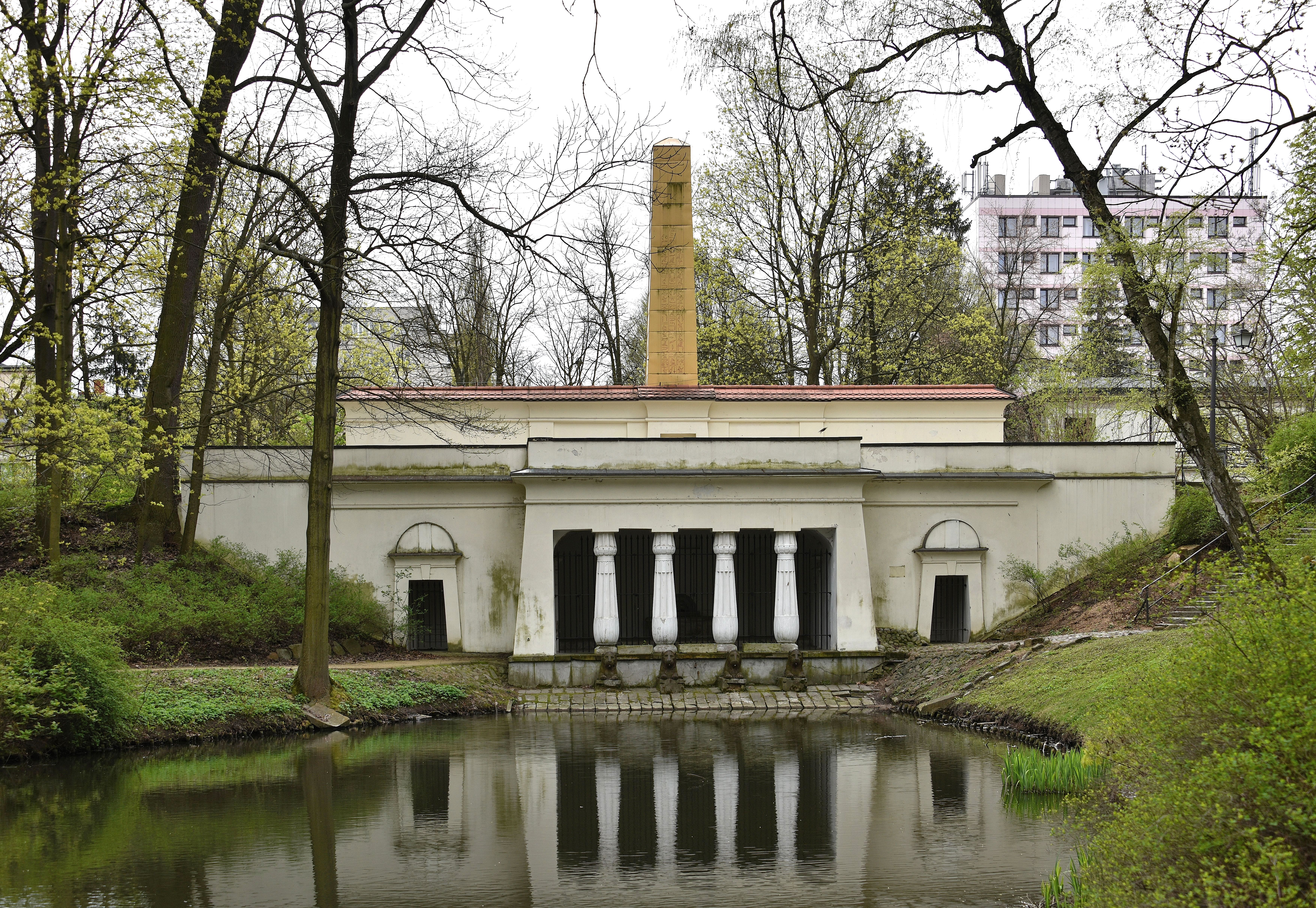
Świątynia Egipska w Łazienkach Królewskich w Warszawie – w latach 2005–2010 miejsce wystaw Muzeum Harcerstwa

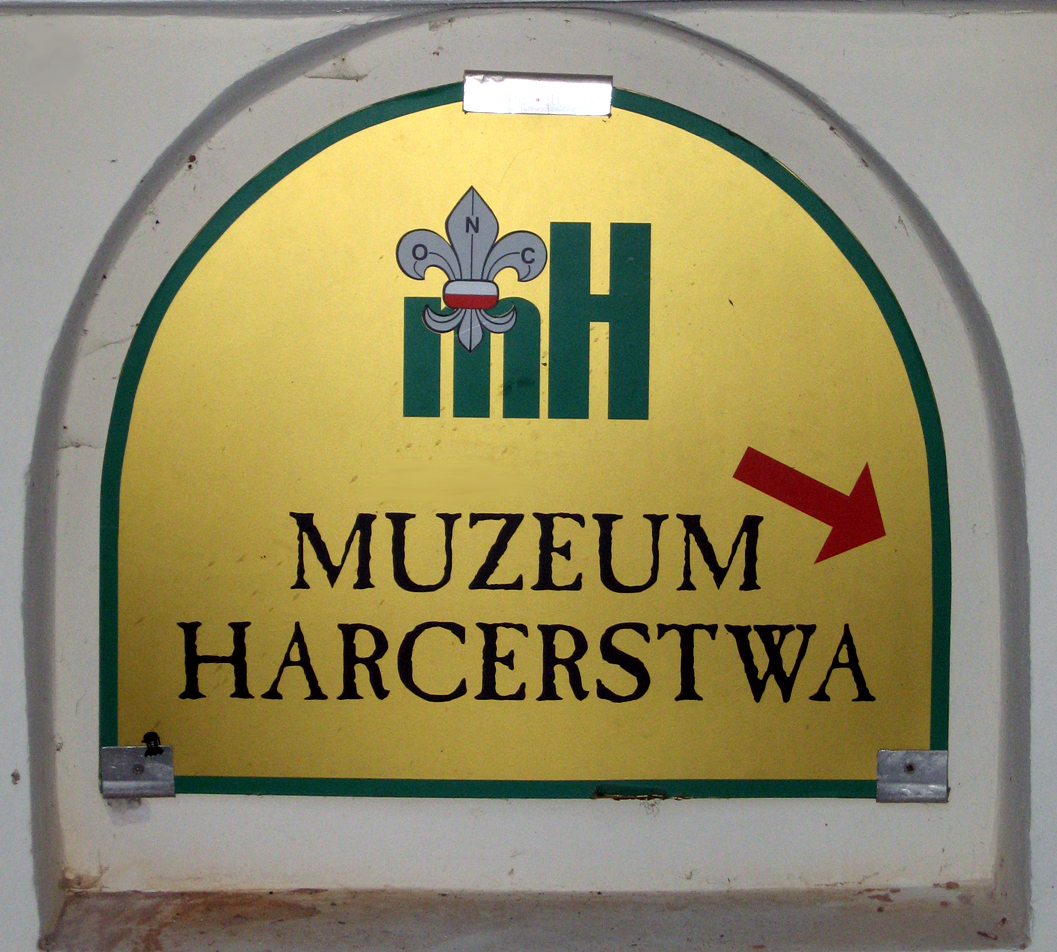
Tabliczka Muzeum Harcerstwa na ścianie Świątyni Egipskiej w Łazienkach Królewskich w Warszawie

Muzeum Harcerstwa w Warszawie – instytucja muzealna z siedzibą w Warszawie, jednostka organizacyjna o charakterze naukowo-badawczym i kulturalno-oświatowym, powołana i prowadzona przez Związek Harcerstwa Polskiego. Zostało utworzone 6 czerwca 2001 decyzją Naczelnika ZHP, zgodnie z postanowieniem XXXI Zjazdu ZHP.

## Historia
Idea powstania placówki muzealnej zajmującej się gromadzeniem i pomnażaniem wiedzy o harcerstwie, sięga początków ruchu harcerskiego, pierwsza wzmianka pochodzi z 1916.
W dwudziestoleciu międzywojennym idea zyskała orędownika w osobie Wacława Błażejewskiego, jednak dość zaawansowane prace nad powołaniem placówki przerwał wybuch II wojny światowej.
Po reaktywowaniu Związku Harcerstwa Polskiego dokumentacje i pamiątki harcerskie gromadził wydział historii i dokumentacji Głównej Kwatery ZHP. Efektem tej działalności było stworzenie podstaw dla powołania Muzeum Harcerstwa. 6 czerwca 2001 decyzją Naczelnika ZHP hm. Wiesława Maślanki, zostało powołane muzeum, które od początku funkcjonowania zaprosiło do współpracy wszystkie organizacja harcerskie.
W latach 2005–2010 siedzibą muzeum była Świątynia Egipska w Łazienkach Królewskich w Warszawie.
W 2010 zbiory muzealne przeniesiono do budynku Głównej Kwatery ZHP przy ul. Konopnickiej 6 w Warszawie.

## Cele
Celem muzeum jest:
- trwała ochrona dóbr kultury związanych z historią harcerstwa polskiego i skautingu,
- informowanie o wartościach i treściach gromadzonych zbiorów,
- upowszechnianie podstawowych wartości harcerstwa i harcerskiej myśli pedagogicznej,
- kształtowanie wartości poznawczych oraz umożliwienie kontaktu ze zbiorami.

## Zadania
Do podstawowych zadań muzeum należy:
- gromadzenie dóbr kultury z zakresu swojej działalności,
- inwentaryzacja, katalogowanie i naukowe opracowywanie zgromadzonych muzealiów i materiałów dokumentacyjnych,
- zabezpieczanie i konserwacja muzealiów,
- przechowywanie zgromadzonych muzealiów w warunkach zapewniających im bezpieczeństwo i łatwy dostęp dla celów naukowych,
- organizowanie i prowadzenie badań naukowych,
- organizowanie wystaw stałych, czasowych i objazdowych,
- gromadzenie i katalogowanie literatury fachowej związanej z charakterem działalności,
- prowadzenie działalności oświatowej i wychowawczej przy współdziałaniu z właściwymi organami, instytucjami i jednostkami organizacyjnymi w celu rozpoznawania, rozbudzania i zaspokajani potrzeb oraz zainteresowań kulturalnych i wychowawczych z zakresu harcerstwa i skautingu,
- prowadzenie działalności wydawniczej,
- prowadzenie poradnictwa i współdziałanie z jednostkami harcerskimi gromadzącymi regionalne i lokalne muzealia i archiwalia w zakresie ich katalogowania, przechowywania i naukowego opracowania,
- współdziałanie w upowszechnianiu prowadzonej działalności z instytucjami i stowarzyszeniami o podobnych celach.

## Filie muzeum
Muzeum Harcerstwa w Warszawie posiada dwie filie w Pruszkowie i Ursusie. 
Filia Muzeum Harcerstwa w Pruszkowie została otwarta we wrześniu 2011 roku, a status Filii otrzymała we wrześniu 2012 roku. Jej kierowniczką jest hm. Monika Pawełczyńska-Ślusarczyk HR, instruktorka Muzeum Harcerstwa
Filia Muzeum Harcerstwa w Ursusie (pełna nazwa Filia Muzeum Harcerstwa, Izba Pamięci Hufca Ursus Włochy), powstała w 2003 roku z inicjatywy instruktorów Harcerskiego Kręgu Seniorów przy hufcu ZHP Ursus - Włochy. W 2017 roku, pomiędzy Dyrektorem Muzeum Harcerstwa i Komendantem Hufca ZHP Ursus-Włochy pozwoliła na nadanie statusu Filii Muzeum Harcerstwa. Kierowniczką jest hm. Hanna Murawska.

## Zorganizowane wystawy
Muzeum organizuje i udostępnia swoje wystawy na stronie internetowej Muzeum Harcerstwa. Poniżej wymieniono część z nich:
- Warszawie przed 100-leciem harcerstwa (Warszawa, 2002)
- Niepodległość harcerstwem znaczona (Warszawa, 2002)
- Aleksander Kamiński - życie służbą, służba życiem (Warszawa, 2003)
- Stefan Wincenty Frelichowski, patron harcerek i harcerzy (Warszawa, 2003)
- Nad nami orzeł biały-historia współpracy wojska i harcerstwa (Wrocław, 2003)
- Historia Poczt Harcerskich w 90-tą rocznice ich powstania (Warszawa, 2004)
- Czy oni mieli inną młodość-wojenna służba harcerstwa (Warszawa, 2004)
- Wojenna służba harcerstwa (2004)
- Europejska wspólnota skautowa w 70-tą rocznice jubileuszowego Zlotu Harcerstwa w Spale (Warszawa, Tomaszów Mazowiecki, 2005)
- Harcerstwo Lwowskie 1911–1939 (Warszawa, 2005)
- Całym życiem pełnić służbę - dokonania harcerstwa w okresie walk z okupantem (Warszawa, 2005)
- Historia poczt harcerskich i skautowych (Warszawa, Rottenburg, Wieluń, Kraków, 2006)
- Wychowanie morskie i żeglarskie harcerską szkołą patriotyzmu (Gdynia, Warszawa, Kielce, 2006-2007)
- Grunwald w tradycji Związku Harcerstwa Polskiego (Warszawa, Grunwald, 2007, we współpracy ze "Wspólnotą Drużyn Grunwaldzkich")
- Początki - ruch skautowy na ziemiach polskich 1910-1921 (Kielce, Warszawa, 2007)
- Harcerskie Dekady (Łódź, Warszawa, Kielce, 2007)
- Harcerska służba pamięci - opieka harcerek i harcerzy nad cmentarzami legionowymi na Wołyniu (Warszawa, 2007)
- Dzieje harcerskiego munduru (Kielce, Gdańsk, 2008)
- Olga i Andrzej Małkowscy twórcy harcerstwa (Warszawa, 2008)
- Braterstwo - Dziś, Jutro, Pojutrze - harcerski i harcerze w służbie Polskiego Państwa Podziemnego (Warszawa, 2009)
- Harcerskie dekady. Wystawa 100-lecia harcerstwa (Kraków, 2010)
- Harcerskie dekady. tradycja Polskich Sił Zbrojnych w 100 leciu harcerstwa (Kraków, Warszawa, 2010)
- Harcmistrz Władysław Skoraczewski - wystawa biograficzna w 30-tą rocznice śmierci (Warszawa, 2010)
- Niepodległość Harcerstwem Znaczona (Gdańsk, Lublin, 2018)
- Emancypantki czy Siłaczki - Harcerki Polski 1911 - 1949 (Warszawa, Gdańsk, 2018)
- Harcerze w Legionach (Warszawa, 2013)
- 50 lat Nieprzetartego Szlaku w ZHP - Kochaj ludzi, a serca w nich obudzisz... (Warszawa)
- Wartości (Warszawa)
- Polish Guides and Scouts to serve Poland in the underground movement and open Fight During World War II (Warszawa)
- 1914-1921 - Harcerskie drogi do Niepodległej (Wystawa objazdowa w Piotrkowie Trybunalskim [wernisaż], Płocku, Kielcach, Warszawę i Bielsku Podlaskim.)[5]

## Udział w zlotach
Muzeum poza działalnością stacjonarną, uczestniczyło również w 2018 roku w Zlocie 100-lecia ZHP w Gdańsku, gdzie w namiocie ekspozycyjnym prezentowało wystawy:
- Niepodległość Harcerstwem Znaczona
- Emancypantki czy Siłaczki - Harcerki Polski 1911 - 1949
- Dzieje harcerskiego munduru

Prezentowany był również namiot historyczny, a instruktorzy Muzeum prowadzili zajęcia edukacyjne "Wędrówka przez stulecie", "Dzieje utrwalone w fotografii", "Kronika zapisem dziejów".
W 2010 roku, przy okazji Jubileuszowego Zlotu Stulecia Harcerstwa "Kraków 2010", Muzeum Harcerstwa zorganizowało wystawę  „Harcerskie  dekady.  Wystawa 100-lecia  Harcerstwa”. Podzielona była na dwie części. Plenerową na Krakowskich Błoniach (w formie panoramy o powierzchni 200m2) oraz ekspozycyjną w Pałacu Sztuki, o powierzchni 1000m2. Uzupełnieniem była wystawa "Tradycje polskich sił zbrojnych w stuleciu harcerstwa" wraz zajęciami edukacyjnymi. 

## Działalność wydawnicza
Muzeum Harcerstwa jest wydawcą książek i publikacji związanych z historią harcerstwa. Najsłynniejszą z publikacji jest Harcerski Słownik Biograficzny, który posiada 5 tomów. Ideą słownika jest zebranie biogramów osób zasłużonych dla działalności ruchu harcerskiego. 
Od 2018 roku, wznowione zostało wydawanie Rocznika Naukowego "Harcerstwo". Ukazuje się on w wersji papierowej i elektronicznej. Nazwa i tradycja nawiązują do miesięcznika „Harcerstwo”. Jest to powrót do tego tytułu po ponad 20 latach.
Muzeum opublikowało również 3 tomy Przewodnika Archiwalnego po zbiorach Muzeum Harcerstwa, współfinansowanego ze środków Naczelnej Dyrekcji Archiwów Państwowych. Są to:  
- Przewodnik po zbiorach„Zespół 1911-1939” oraz „Zespół wspomnień i historii lokalnych” (2016)
- Przewodnik po „Zbiorze akt 1939-1945” i „Zbiorze spuścizn” (2017)
- Przewodnik po „zbiorze akt personalnych członków Szarych Szeregów”( 2019)

Od 2008 roku, wydawany jest tematyczny kalendarz związany z aktualną rocznicą lub postacią z historii harcerstwa. Do tej pory ukazały się:
- Olga i Andrzej Małkowscy (2008)
- Rok stulecia harcerstwa - najciekawsze wydawnictwa w zbiorach Muzeum (2010)
- 20-lecie powrotu ZHP do światowej rodziny skautowej (2016)
- Przewodniczący ZHP 1990-1996, harcmistrz Stefan Mirowski (2017)
- Harcerskie Zloty w 100 lecie Związku Harcerstwa Polskiego (2018)
- Szare Szeregi, 80. rocznica przejścia ZHP do konspiracji(2019)
- Harcerska Straż nad Wisłą 1920 - 2020 (2020)
- 20 lat Muzeum Harcerstwa w 100. rocznicę urodzin Tadeusza Zawadzkiego "Zośki" (2021)

Wśród książek wydanych przez Muzeum znajdują się również
- Harcerskie Tradycje Oręża Polskiego w zbiorach Muzeum Harcerstwa, autorstwa Julii Tazbir,
- II wydanie "Gawęd druhny babci[11]" autorstwa Haliny Wiśniewskiej
- Monografia 7. Drużyny Wileńskiej Harcerzy im. Jakuba Jasińskiego w Wilnie, 1919-1939 r., autorstwa hm. Kai Drąg
- III wydanie "Styl życia" autorstwa Stefana Mirowskiego

## Rozgłośnia Harcerska
W zasobach Muzeum Harcerstwa znajdują się archiwalne nagrania z lat 60., 70., 80. i 90. XX w. Dzięki procesowi digitalizacji w latach 2011–2012 (Narodowy Instytut Audiowizualny) i 2014 (Narodowy Instytut Muzealnictwa i Ochrony Zbiorów), nagrania są dostępne do odsłuchania na stronie Muzeum Harcerstwa.

## Władze i zespoły
Muzeum podzielone jest na działy i zespoły. Na czele całego Muzeum stoi Dyrektor Muzeum Harcerstwa. Pierwszym Dyrektorem i współzałożycielem był  Andrzej Borodzik. Od 1 sierpnia 2021 roku funkcję tę pełni phm. dr Paweł Bezak, historyk i Muzealnik, instruktor harcerski. Na chwilę obecna istnieją następujące działy i zespołu:
- Dział Administracyjny
- Dział Historyczny
- Dział Głównego Inwentaryzatora
- Zespół Akcesji
- Zespół Zbiorów Głównych
- Zespół Zbiorów Archiwaliów
- Zespół Ikonografii
- Zespół Archiwum Dokumentacji Mechanicznej
- Dział Naukowo-Badawczy
- Biblioteka
- Filie Muzeum Harcerstwa

Opiekę naukową i doradczą sprawuje Rada Naukowa. Przewodniczącym rady jest hm. prof. dr hab. Adam Massalski.